# Italo-brasiliani

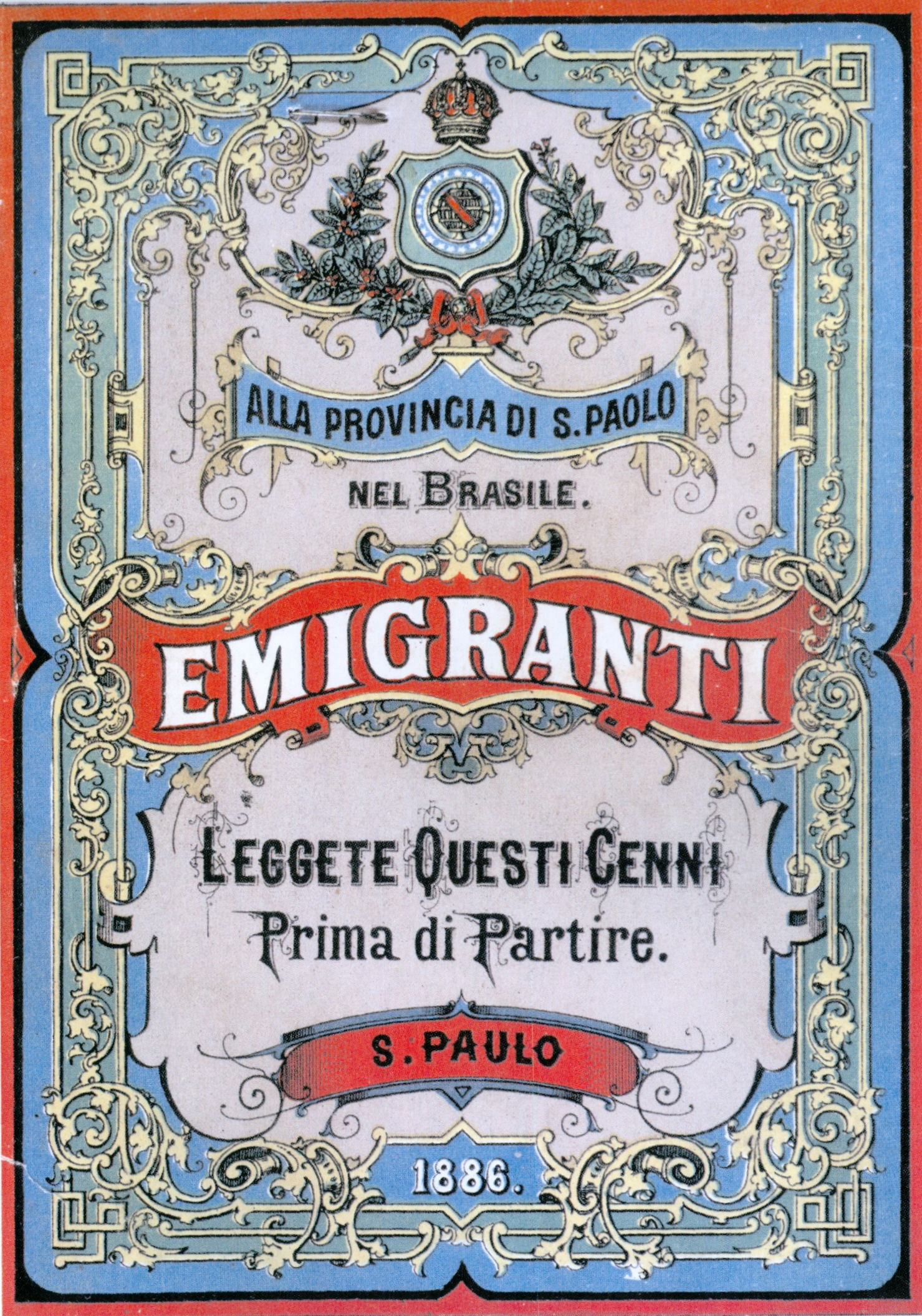
Manifesto agli emigranti.

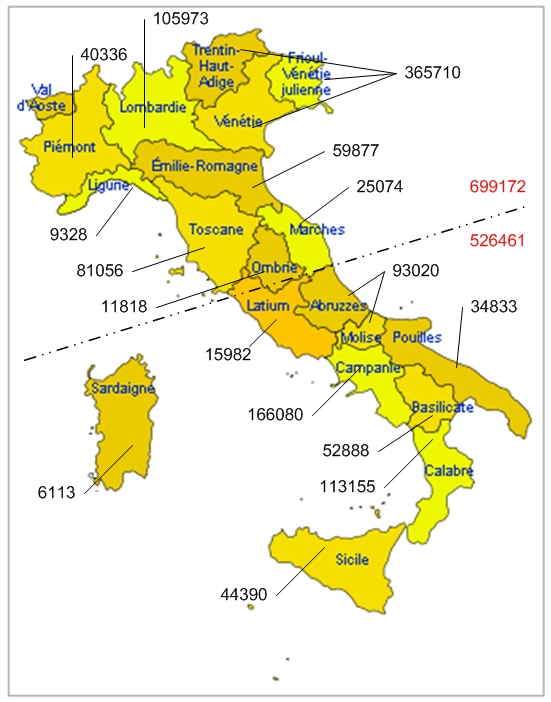
Stima del numero di emigranti italiani in Brasile nel periodo 1876-1920, divisi per regione di provenienza

Un italo-brasiliano è una persona nata in Brasile con antenati italiani, o un italiano ivi residente da molti anni. Il Brasile ha oggi la più grande popolazione etnicamente italiana fuori dall'Italia. Secondo l'Ambasciata d'Italia a Brasilia, vivrebbero nel paese circa 30 milioni di italiani o discendenti di immigrati italiani. Altre fonti concordano con tale stima.
Nel 1925, il governo italiano stimò che gli italiani e loro discendenti erano il 6% della popolazione del Brasile ed il 15% dei bianchi. Secondo il censimento brasiliano del 1940, 1.260.931 brasiliani dichiaravano di essere figli di padre italiano, e 1.069.862 figli di madre italiana. Gli italiani nati erano 285.000 e 40.000 erano stati naturalizzati brasiliani. Pertanto, a quella data, gli italiani e i loro figli erano poco più del 3,8% della popolazione del Brasile.
Secondo stime recenti, oggi il 15% della popolazione brasiliana sarebbe di origine italiana, ovvero circa 30 milioni di persone, risultando quindi la più numerosa popolazione di oriundi italiani nel mondo. Secondo un'altra ricerca condotta nel 1999 dall'ex presidente dell'IBGE, il 10,5% dei brasiliani hanno affermato di avere origini italiane. In una popolazione di 210 milioni di brasiliani, sono quindi circa 22 milioni di persone. Secondo un'altra ricerca condotta nel 2016, il 7,7% dei brasiliani ha un cognome di origine italiana.
Tutte le stime sono da ritenersi approssimative, poiché non è mai stato fatto un censimento vero e proprio in merito, il Censo brasiliano, infatti, prevede al quesito “nazionalità” solo tre possibili risposte: A-Brasiliano nato; B-Brasiliano naturalizzato; C-Straniero.

## Il fenomeno migratorio nel Brasile
La popolazione di origini italiane è una minoranza in Brasile, anche se molto importante e concentrata regionalmente. Il centro-sud del paese nel 1920 riuniva il 97% degli italiani. San Paolo, lo stato più popoloso del Brasile, ha la più grande popolazione di origini italiane nel Brasile e gli oriundi italiani sono il 38% della popolazione.
Una grande immigrazione europea ha avuto luogo in Brasile, soprattutto fra il 1880 e il 1930. Quella italiana è la prima minoranza tra gli immigrati in Brasile; seguono i portoghesi, gli spagnoli, i tedeschi, i giapponesi, i russi, gli austriaci (in cui si includono fino al 1918 i trentini), i siriano-libanesi, i polacchi, i romeni, gli inglesi, i lituani, i jugoslavi, gli svizzeri, i francesi e varie altre nazionalità.
I dati da IBGE mostrano che fra il 1884 e il 1959, 4.734.494 persone emigrarono in Brasile, e di questi gli italiani costituivano il gruppo più numeroso, con 1.507.695 persone. I portoghesi, i colonizzatori del Brasile, hanno valori inferiori, con 1.391.898 persone.
| Immigrazione in Brasile | Immigrazione in Brasile | Immigrazione in Brasile | Immigrazione in Brasile | Immigrazione in Brasile | Immigrazione in Brasile | Immigrazione in Brasile | Immigrazione in Brasile | Immigrazione in Brasile | Immigrazione in Brasile | Immigrazione in Brasile |
| Origine                 | Periodo                 | Periodo                 | Periodo                 | Periodo                 | Periodo                 | Periodo                 | Periodo                 | Periodo                 | Periodo                 | Totale                  |
| Origine                 | 1884-1893               | 1894-1903               | 1904-1913               | 1914-1923               | 1924-1933               | 1934-1944               | 1945-1949               | 1950-1954               | 1955-1959               | Totale                  |
| ----------------------- | ----------------------- | ----------------------- | ----------------------- | ----------------------- | ----------------------- | ----------------------- | ----------------------- | ----------------------- | ----------------------- | ----------------------- |
| Tedeschi                | 22.778                  | 6.698                   | 33.859                  | 29.339                  | 61.723                  | N/D                     | 5.188                   | 12.204                  | 4.633                   | 176.422                 |
| Spagnoli                | 113.116                 | 102.142                 | 224.672                 | 94.779                  | 52.405                  | N/D                     | 4.092                   | 53.357                  | 38.819                  | 683.382                 |
| Italiani                | 510.533                 | 537.784                 | 196.521                 | 86.320                  | 70.177                  | N/D                     | 15.312                  | 59.785                  | 31.263                  | 1.507.695               |
| Giapponesi              | -                       | -                       | 11.868                  | 20.398                  | 110.191                 | N/D                     | 12                      | 5.447                   | 28.819                  | 188.723                 |
| Portoghesi              | 170.621                 | 155.542                 | 384.672                 | 201.252                 | 233.650                 | N/D                     | 26.268                  | 123.082                 | 96.811                  | 1.391.898               |
| Siriani e libanesi      | 96                      | 7.124                   | 45.803                  | 20.400                  | 20.400                  | N/D                     | N/A                     | N/A                     | N/A                     | 189.727                 |
| Altri                   | 66.524                  | 42.820                  | 109.222                 | 51.493                  | 164.586                 | N/D                     | 29.552                  | 84.851                  | 47.599                  | 596.647                 |
| Totale                  | 979.572                 | 852.11                  | 1006.617                | 503.981                 | 713.132                 | N/D                     | 92.412                  | 338.726                 | 247.944                 | 4.734.494               |

A differenza degli Stati Uniti, dove la maggioranza degli immigrati erano meridionali, in Brasile, fra il 1870 e il 1950, il 53,3% degli immigrati proveniva dall'Italia settentrionale, il 14,6% dalle regioni centrali e il 32,1% dal Sud (mentre negli Stati Uniti i meridionali erano circa l'80%). In Brasile il maggiore afflusso di immigrati proveniva dal Veneto, con il 26,6% del totale, seguito dalla Campania con il 12,1% e la Calabria con l'8,2%. Agli ultimi posti la Liguria con solo lo 0,7% degli immigrati, Sardegna con lo 0,4% e Val D'Aosta con lo 0%.
| Nord   | 53,3 |
| Sud    | 32,1 |
| Centro | 14,6 |

| Regioni               | %    |
| --------------------- | ---- |
| Veneto                | 26,6 |
| Campania              | 12,1 |
| Calabria              | 8,2  |
| Lombardia             | 7,7  |
| Toscana               | 5,9  |
| Friuli-Venezia Giulia | 5,8  |
| Trentino-Alto Adige   | 5,3  |
| Abruzzo               | 5,2  |
| Emilia-Romagna        | 4,3  |
| Basilicata            | 3,8  |
| Sicilia               | 3,2  |
| Piemonte              | 2,8  |
| Puglia                | 2,5  |
| Marche                | 1,8  |
| Molise                | 1,8  |
| Lazio                 | 1,1  |
| Umbria                | 0,8  |
| Liguria               | 0,7  |
| Sardegna              | 0,4  |
| Valle d'Aosta         | 0,0  |

## Storia
La presenza degli italiani in Brasile ha origini remote. È di Amerigo Vespucci la scoperta della Baía de Todos-os-Santos (oggi Salvador, anche detta Bahia) nel 1501 e già nel 1502 la grande baia è rappresentata in una carta geografica del Duca di Ferrara Ercole I d'Este. Amerigo Vespucci costeggiò la costa fino ad Angra e fondò, a Cabo Frio, il primo insediamento fortificato portoghese, una guarnigione di 24 uomini di cui 12 italiani.
Il primato dell'immigrazione italiana in Brasile andrebbe invece ai liguri: furono infatti genovesi i primi italiani che verso il 1820 giunsero a Rio de Janeiro. Rivolte di lavoratori italiani generarono sentimenti di chiusura verso l'immigrazione dalla penisola superati peraltro dopo l'arrivo a Rio de Janeiro da Napoli di Teresa Cristina di Borbone-Due Sicilie, sposa dell'Imperatore Don Pietro II. Ne seguì un flusso di piccoli commercianti, professionisti e artigiani dell'Italia meridionale e della Toscana.
Da questa emigrazione, circoscritta a figure professionali, si giunse alla storica emigrazione di massa. La prima colonia italiana organizzata nello Stato ebbe luogo a Porto Real dove giunsero nell'estate del 1874 un gruppo di famiglie italiane. Alla fine del XIX secolo, nell'ambito della “immigrazione programmata” dal governo brasiliano dopo l'abolizione della schiavitù (1888), furono le grandi "fazendas" la meta di agricoltori e braccianti italiani ed austriaci di lingua italiana (trentini, friulani, triestini). Tale emigrazione sussidiata poteva portare ad abusi, a cui il governo italiano reagì con il Decreto Prinetti che la proibì, ma con uno strascico di polemiche tra l'Italia e il Brasile.
Centri significativi della collettività italiana nello Stato di Rio de Janeiro, oltre alla capitale, sono Valença, Nova Friburgo, Porto Real, Varre-Sai.
L'emigrazione "italiana" nell'Espírito Santo è legata storicamente alla “Spedizione Tabacchi”, autorizzata e finanziata dalle autorità imperiali, che probabilmente rappresentava in assoluto la prima emigrazione di massa in Brasile. Il 17 febbraio 1874 sbarcarono a Vitoria 386 famiglie di coloni trentini della Valsugana (allora austriaci) e veneti che diedero vita alla “Colonia Nova Trento”, cui seguirono presto quelle di Santa Teresa e Santa Leopoldina. Dalla “spedizione Tabacchi” sempre di più (con punte massime tra il 1890-95) giunsero dall'Italia del nord e poi anche del sud lavoratori che si stabilirono in particolare nell'interno dello Stato.
Anche l'emigrazione a Bahia ha origini storiche; qui verso il 1820 era presente una piccola colonia di mercanti liguri e piemontesi, che rappresentarono l'elemento italiano fino a quando nel 1885 le porte del Brasile si aprirono alla grande emigrazione europea. La presenza italiana si nota nel primo Ottocento, oltre che in Salvador, anche a Caravelas, Feira de Santana, Ibiriçu.

### Emigrazione di massa
I primi immigrati italiani arrivarono in massa nel Brasile nel 1874 attraverso la storica “Spedizione Tabacchi”, con destinazione Stato di Espírito Santo. Molti di essi erano contadini veneti, lombardi, piemontesi, trentini (tirolesi di nazionalità austriaca) e friulani attirati dal lavoro come piccoli coltivatori nel sud e sud-est del paese.
Il picco massimo dell'emigrazione italiana in Brasile si ebbe tra il 1880 e il 1920. La maggior parte degli italiani trovarono lavoro nelle piantagioni di caffè brasiliane negli stati di San Paolo, Rio Grande do Sul, Santa Catarina, Paraná, Minas Gerais e Espírito Santo; ma molti altri preferirono insediarsi nelle città, da San Paolo a Rio de Janeiro, a Porto Alegre, ecc.;  e diverse migliaia di italiani, infine, raggiunsero persino le città del nord-est e del nord amazzonico.
Una forma tipica di quel periodo fu l'emigrazione sussidiata: apposite organizzazioni anticipavano agli emigranti le spese del viaggio e si occupavano di collocarli nelle aziende che ne facevano richiesta. Il fenomeno tuttavia si prestava ad abusi: intervenne quindi il governo italiano che con il Decreto Prinetti proibì tale forma di emigrazione.
Si stima che attualmente il 13-14% dei brasiliani abbiano almeno un ascendente di origine italiana.
Più di un milione e mezzo d'italiani emigrarono in Brasile fra il 1880 e il 1950. Più della metà proveniva dal nord-Italia, con il 30% dal Veneto. Il resto era originario dalla Lombardia, Emilia-Romagna, Piemonte e, in maggior misura nel Novecento, dall'Italia centrale (Toscana) e dal sud-Italia (Campania, Calabria, Basilicata, Abruzzo).

## I numeri
| Immigrazione italiana in Brasile, 1884-1893, 1924-1933 e 1945-1949 Fonte: Istituto Brasiliano per la Geografia e la Statistica (IBGE), anno 2000 |           |           |           |           |           |           |           |           |
| | Decade    |           |           |           |           |           |           |           |
| Nazionalità | 1884-1893 | 1894-1903 | 1904-1913 | 1914-1923 | 1924-1933 | 1945-1949 | 1950-1954 | 1955-1959 |
| Italiani | 510.533   | 537.784   | 196.521   | 86.320    | 70.177    | 15.312    | 59.785    | 31.263    |

## Lingua

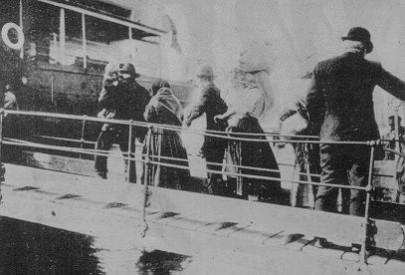
Immigrati italiani: destinazione Brasile.

Gli immigrati italiani si sono integrati facilmente nella società brasiliana. Oggi la grande maggioranza dei loro discendenti parla anche il portoghese.
Una minoranza di 500.000 persone ha come madrelingua una parlata di tipo veneto, nelle zone rurali dello stato di Rio Grande do Sul (nel Brasile del sud). La loro lingua è denominata Talian (pron. Taliàn), un dialetto veneto-brasiliano molto vicino alla lingua veneta, ma con influenze dal portoghese, dal lombardo, dal trentino, dal tedesco e da altre parlate italiane.
Nelle città brasiliane di Santa Teresa e Vila Velha, popolate soprattutto da discendenti di italiani, la lingua italiana è stata dichiarata "lingua etnica" e pertanto gode di uno status particolare riguardo al suo insegnamento ed alla sua considerazione.

## La comunità italiana oggi
Anche se vittime di un certo pregiudizio durante la seconda guerra mondiale (quando il Brasile dichiarò guerra all'Italia), gli italo-brasiliani sono riusciti a mescolarsi e divenire parte integrante della società brasiliana. Molti artisti, politici, calciatori, modelli e personalità brasiliane sono di origine italiana, compresi quattro presidenti (Pascoal Ranieri Mazzilli, Emílio Garrastazu Médici, Itamar Franco e Jair Bolsonaro), diversi senatori, molti delegati e ambasciatori. Oggi i brasiliani di origine italiana costituiscono il 15% della popolazione del Brasile.
La presenza di stampa o di siti web destinati agli italo-brasiliani è abbastanza rilevante.

## Regioni del Brasile in cui è forte l'influenza italiana

### San Paolo
San Paolo del Brasile, la più grande città del Brasile, supera i 12 milioni di abitanti e la metà è di origine italiana. L'influenza culturale italiana è più visibile nelle vicinanze di Bixiga (Bela Vista), Brás e  Mooca. È considerata, al di fuori dell'Italia, la più grande città "italiana" del mondo, superando Roma.
Nel 1894 fu fondata una cooperativa di renaioli (composta quasi interamente da viareggini) che arrivò ad acquisire il monopolio dell’estrazione a fini edilizi delle sabbie del fiume Tiete.

### Vitória
Vitória è un'importante città del Brasile ubicata su un'isola, all'interno di una baia in cui sfociano diversi fiumi nell'Oceano Atlantico, capitale dello stato di Espírito Santo, localizzata nella parte sudorientale del Brasile, la più sviluppata del Paese con una popolazione di 314.042 abitanti; un'area a forte urbanizzazione denominata "Regione Metropolitana di Vitória", che comprende 7 grandi comuni: Vitória (la capitale), Serra, Fundão, Vila Velha, Guarapari, Cariacica e Viana. La regione raccoglie 1.685.384 abitanti.
La presenza italiana è grande in tutta la regione metropolitana. Ciò ha incominciato con "La Spedizione Tabacchi" partita dal porto di Genova il 3 gennaio 1874, arrivata nel porto di Vitoria il 17 febbraio 1874; lo sbarco della nave "Sofia" è stato autorizzato solamente il 27 febbraio 1874. "La Spedizione Tabacchi" è considerata dagli storicisti il primo grande esodo di contadini italiani nel mondo dopo l'Unificazione. Dal 1874 fino al 1900 migliaia di italiani sbarcarono nei porti di Vitoria, São Mateus, Benevente, Santa Cruz, Piúma, Guarapari, Barra do Itapemirim, Cachoeiro de Itapemirim e Cachoeiro de Santa Leopoldina.

### Criciúma
Criciúma è una città situata nello stato di Santa Catarina, con una popolazione di 210.000 abitanti. Fu fondata il 6 gennaio 1880 da un gruppo di famiglie di Belluno, Udine, Vicenza e Treviso, la maggior parte delle quali di Cordignano, Cappella Maggiore e Vittorio Veneto.

### Caxias do Sul

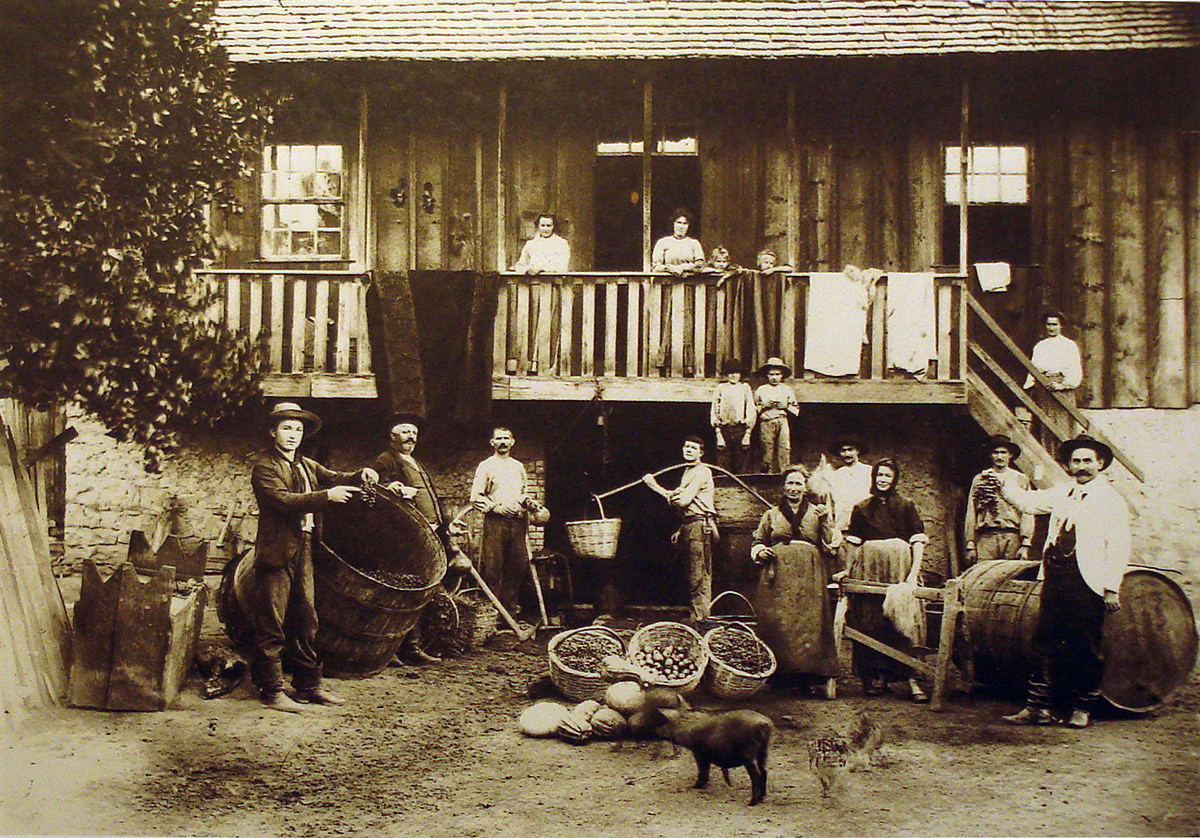
Famiglia italiana a Caxias do Sul nel 1918.

Caxias do Sul è la seconda più grande città nello stato di Rio Grande do Sul, venne fondata il 20 giugno 1890 da immigrati veneti. La lingua Talian (derivata dalla lingua veneta con contributi dal portoghese) è parlata ancora da molti abitanti. L'architettura coloniale italiana nel Rio Grande do Sul, sviluppatasi nella regione del Rio Grande do Sul durante la grande immigrazione italiana avvenuta tra il 1875 e gli anni 1960, rappresenta un retaggio di grande importanza architettonica, storica e culturale.

### Nova Veneza
Nova Veneza è una città nello stato di Santa Catarina. Fu fondata da immigrati veneti, dove tutt'oggi il 97% della popolazione di 15.000 abitanti è di origine italiana.

### Bento Gonçalves
Bento Gonçalves è una città nel Rio Grande do Sul, di 100.000 abitanti, di cui il 90% è di origine italiana.

### Nova Trento

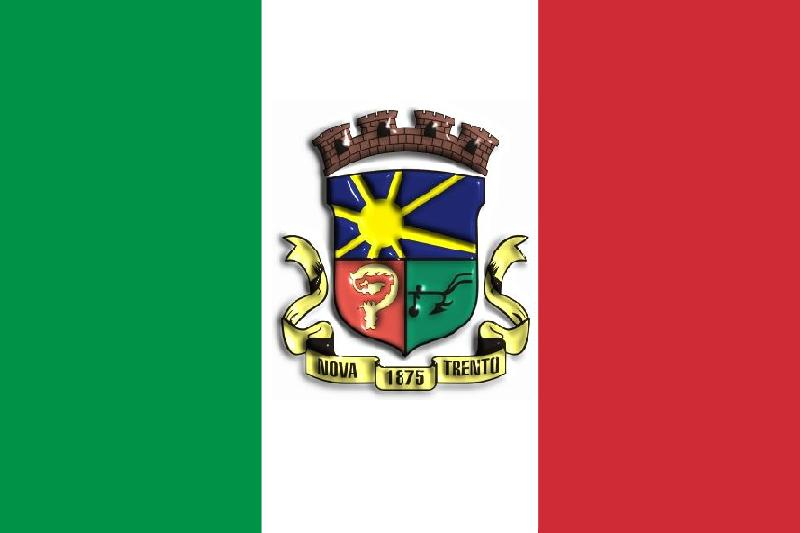
La bandiera di Nova Trento, simile alla bandiera italiana, con i colori dello Stato di Santa Catarina in Brasile.

Nova Trento è una piccola città di 10.000 abitanti, nello stato di Santa Catarina. Fu fondata da immigrati trentini nel 1875, e ospita il secondo più grande centro religioso del Brasile. Dopo il 1876 arrivarono immigrati lombardi, veneti e toscani, ma anche tedeschi e polacchi. Fu fino al 1914 la più grande colonia austriaca del Brasile.
Paolina Visintainer, oriunda da Vigolo Vattaro nell'allora Tirolo Italiano, è la prima santa "brasiliana", ha vissuto in questa città che vive in parte del turismo religioso.

### Curitiba
Curitiba è una città di 1.964.000 abitanti, capoluogo dello stato di Paraná. La comunità italiana è molto numerosa e vive principalmente nella vicinanze di Santa Felicidade, abitata da brasiliani di origine veneta e trentina.
In questa località sono numerosi i ristoranti italiani, mentre la cultura italiana la si nota dappertutto.

### Porto Alegre
Porto Alegre è la capitale dello stato di Rio Grande do Sul, con 1.320.069 abitanti, ha una popolazione italiana enorme dal 1875.

### Garibaldi

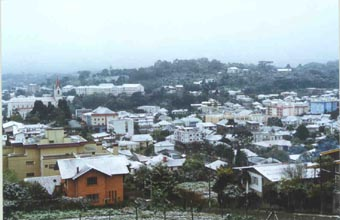
Garibaldi, città capitale dello spumante brasiliano.

Garibaldi è una città di 30.000 abitanti nello stato di Rio Grande do Sul. Nel 1875 immigrati italiani dal Veneto avviarono alcune piantagioni di uva nella regione: al giorno d'oggi produce i migliori vini del Brasile e l'80% dello spumante brasiliano vi viene prodotto. Il suo nome è un omaggio al rivoluzionario italiano Giuseppe Garibaldi e alla moglie brasiliana, Anita. Garibaldi è gemellata con la città di Conegliano (Treviso).

### Belo Horizonte
Belo Horizonte è la capitale dello stato di Minas Gerais, con 2.5 milioni di abitanti, di cui 1 milione di origine italiana.

### Venda Nova do Imigrante
Venda Nova do Imigrante è una piccola città di 20.000 abitanti, nello stato dell'Espírito Santo, dove la maggioranza della popolazione è di origine trevigiana.

### Nova Bassano
Nova Bassano è una piccola città situata nello stato di Rio Grande do Sul, con una popolazione di 10.000 abitanti. Fu fondata nel 1895 da un gruppo di famiglie di Bassano del Grappa.

### Nova Venécia
Nova Venécia è una piccola città di 40.000 abitanti, nello stato dell'Espírito Santo, la popolazione è per 80% di origine italiana.

### Vila Velha e Santa Teresa
Sono due comuni dello stato di Espírito Santo. Hanno una popolazione rispettivamente di oltre 400.000 e 20.000 abitanti, perlopiù discendenti di italiani. Per tale motivo in esse recentemente la lingua italiana è stata ufficialmente dichiarata "lingua etnica" e gode di uno status particolare relativamente al suo insegnamento e alla sua considerazione.

### Altre località
- São José dos Pinhais (Paraná)[21]
- Colombo (Paraná)[22]
- Campo Largo (Paraná)[23]
- Piraquara (Paraná)[24]
- Campo Magro (Paraná)[25]
- Carlos Barbosa
- Campinas
- Flores da Cunha
- Nova Pádua
- Nova Roma do Sul
- Nova Veneza
- Antônio Prado
- Monte Belo do Sul
- Urussanga
- Veranópolis
- Vinhedo
- Mococa
- Guaporé
- Farroupilha
- Nova Milano
- Nova Bréscia
- Nova Treviso
- São João Del Rei
- Juiz de Fora
- Teófilo Otoni
- Poços de Caldas
- Ubá
- Ouro Fino
- Siderópolis (ex Nova Beluno)
- Muniz Freire Espirito Santo
- Alfredo Chaves Espirito Santo

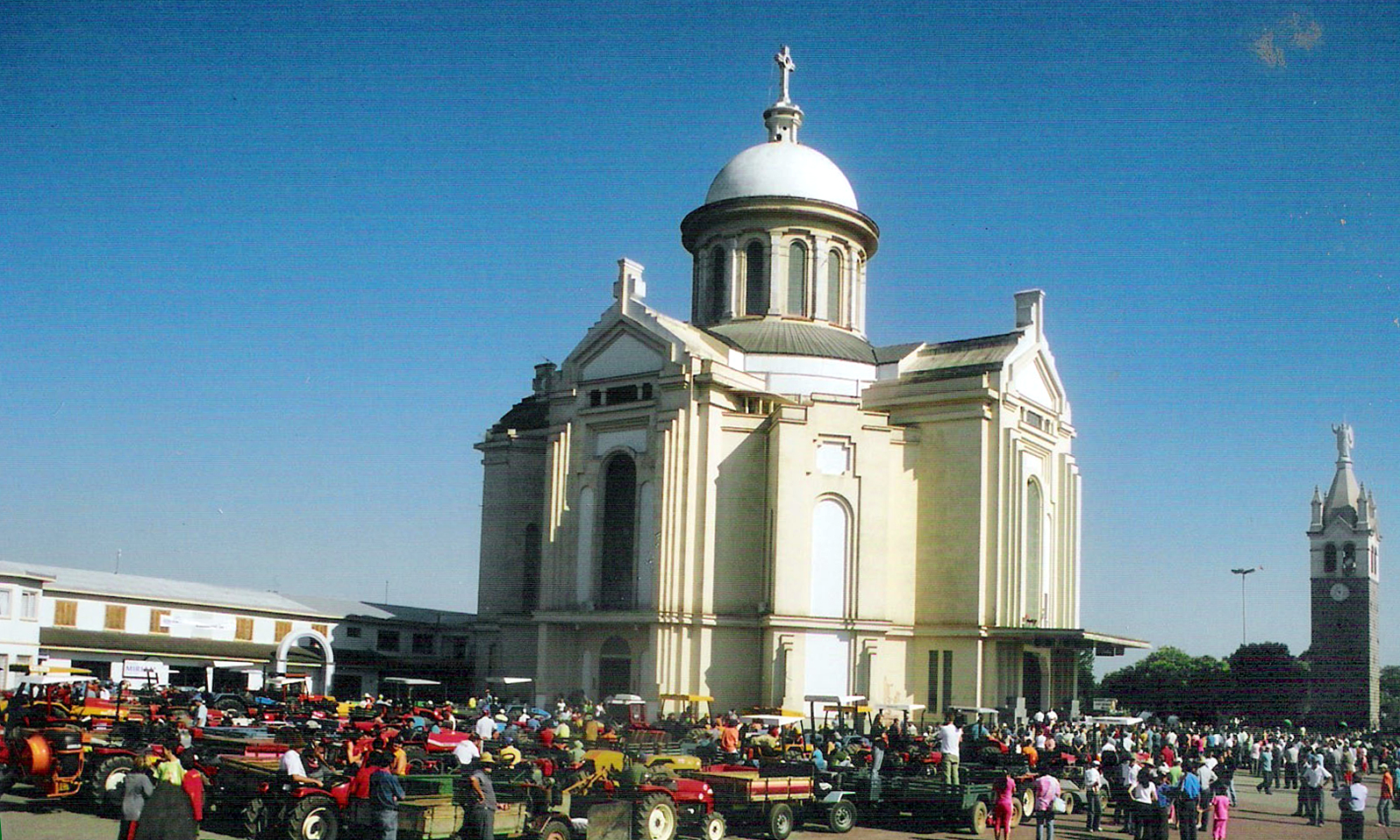
Santuario di Nostra Signora di Caravaggio a Farroupilha, Rio Grande do Sul.

- Nova Verona Comune di São Mateus, Espirito Santo
- Novo Brasil (ex-Nova Italia, adesso appartiene al Comune di Governador Lindenberg, Espirito Santo)
- Colatina Espirito Santo
- Castelo Espirito Santo
- Nova Mantua Comune di Alfredo Chaves, Espirito Santo
- Cachoeiro de Itapemirim Espirito Santo
- Vargem Alta Espirito Santo
- Muqui Espirito Santo
- Atílio Vivácqua Espirito Santo
- Iconha Espirito Santo
- Anchieta Espirito Santo
- Piúma Espirito Santo
- Conceição do Castelo Espirito Santo
- Iúna Espirito Santo
- Guaçuí Espirito Santo
- Alegre Espirito Santo
- Rio Novo do Sul Espirito Santo
- Marechal Floriano Espirito Santo
- Pedra Azul-Distrito de Aracê Comune di Domingos Martins, Espirito Santo
- São Paulo do Aracê-Distrito de Aracê Comune di Domingos Martins, Espirito Santo
- Afonso Cláudio Espirito Santo
- Brejetuba Espirito Santo
- Jerônimo Monteiro Espirito Santo
- Ibiraçu Espirito Santo
- Itarana Espirito Santo
- Itaguaçu Espirito Santo
- João Neiva Espirito Santo
- São Roque do Canaã Espirito Santo
- Baixo Guandu Espirito Santo
- Aracruz Espirito Santo
- Marilândia Espirito Santo
- Linhares Espirito Santo
- Botuverá Botuverá
- Alto Bergamo Comune di João Neiva, Espirito Santo
- Demétrio Ribeiro Comune di João Neiva, Espirito Santo
- Rio Bananal Espirito Santo
- Valsugana Velha Comune di Santa Teresa, Espirito Santo
- Valsugana Nova Comune di Santa Teresa, Espirito Santo
- Nova Lombardia Comune di Santa Teresa, Espirito Santo
- Vale Caravaggio Comune di Santa Teresa, Espirito Santo
- Governador Lindenberg Espirito Santo
- São Domingos do Norte Espirito Santo
- Pancas Espirito Santo
- Águia Branca Espirito Santo
- Barra de São Francisco Espirito Santo
- São Gabriel da Palha Espirito Santo
- Vila Valério Espirito Santo
- Jaguaré Espirito Santo
- Sooretama Espirito Santo
- São Mateus Espirito Santo
- Boa Esperança Espirito Santo
- Ecoporanga Espirito Santo
- Ponto Belo Espirito Santo
- Montanha Espirito Santo
- Pedro Canário Espirito Santo
- Pinheiros Espirito Santo
- Dores do Rio Preto Espirito Santo
- Ibitirama Espirito Santo
- Ibatiba Espirito Santo
- Alto Rio Novo Espirito Santo
- Água Doce do Norte Espirito Santo
- Mantenópolis Espirito Santo
- Jaú São Paulo

## Il Talian
Gli oltre 4 milioni di italo-brasiliani che parlano (bene o parzialmente) l'italiano, spesso conservano anche il dialetto originario della regione italiana da cui sono venuti i loro antenati. Un gruppo molto numeroso è quello veneto nel Brasile meridionale, che ha creato il talian.

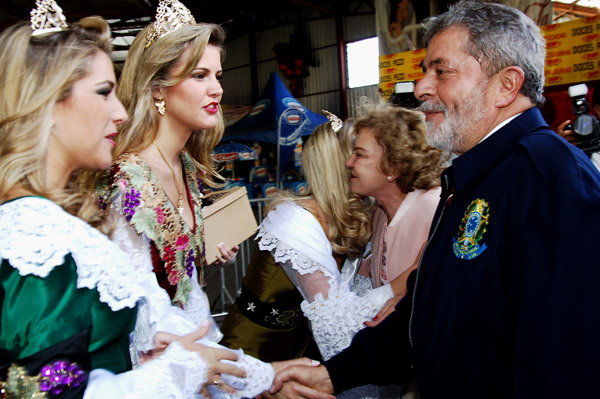
Il Presidente del Brasile Lula con membri della comunità italo-brasiliana durante il Festival dell'Uva del 2007 nella città di Caxias do Sul (Rio Grande do Sul). Al suo fianco la moglie Marisa Letícia Rocco (italo-brasiliana di origine lombarda)

Infatti emigranti italiani iniziarono a colonizzare la regione del Brasile meridionale alla fine degli anni settanta dell'Ottocento, specialmente gli stati di Santa Catarina, Paraná, Rio Grande do Sul nella Regione Sud del Brasile e Espírito Santo nella Regione Sud-Est del Brasile. Questi coloni venivano da molte regioni differenti dell'Italia, soprattutto settentrionale, ma molti parlavano il veneto.
Col tempo emerse un idioma di koinè unicamente sud-brasiliano a base veneta: il talian. Fu però molto influenzato non soltanto da altri dialetti dell'Italia ma anche dal portoghese, lingua nazionale del Brasile.
Il Talian non è considerato una lingua creola nonostante la preponderanza di prestiti lessicali portoghesi, perché la grammatica ed il lessico rimangono fondamentalmente veneti.
Come il Riograndenser Hunsrückisch (hunsriqueano riograndense), il principale idioma tedesco parlato da brasiliani del sud di origine tedesca, il Talian ha sofferto un grande deprezzamento dagli anni quaranta. A quel tempo, l'allora presidente Getúlio Vargas iniziò una campagna nazionalistica (simile al Nacionalismo della confinante Argentina o della stessa Italia fascista) per provare a costringere i locutori non portoghesi del Brasile ad "integrarsi meglio" nella cultura dominante nazionale.
Parlare Talian o Hunsriqueano in pubblico o persino nella propria casa era considerato offensivo e antipatriottico e meritevole di severe punizioni. Come risultato del trauma delle politiche di Vargas, c'è al giorno d'oggi uno stigma associato ad esse, che sta fortunatamente scomparendo.

## Galleria d'immagini

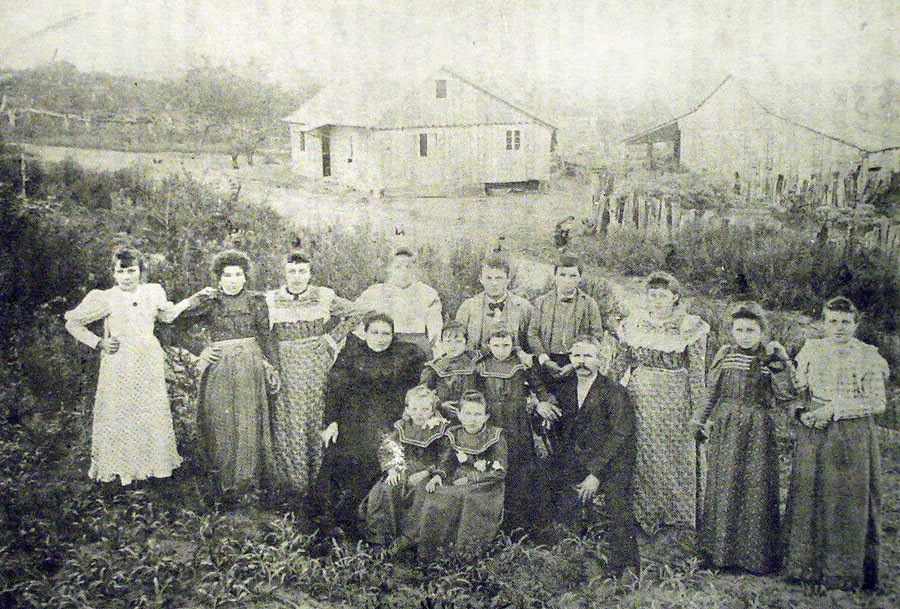
Famiglia italiana a Caxias do Sul
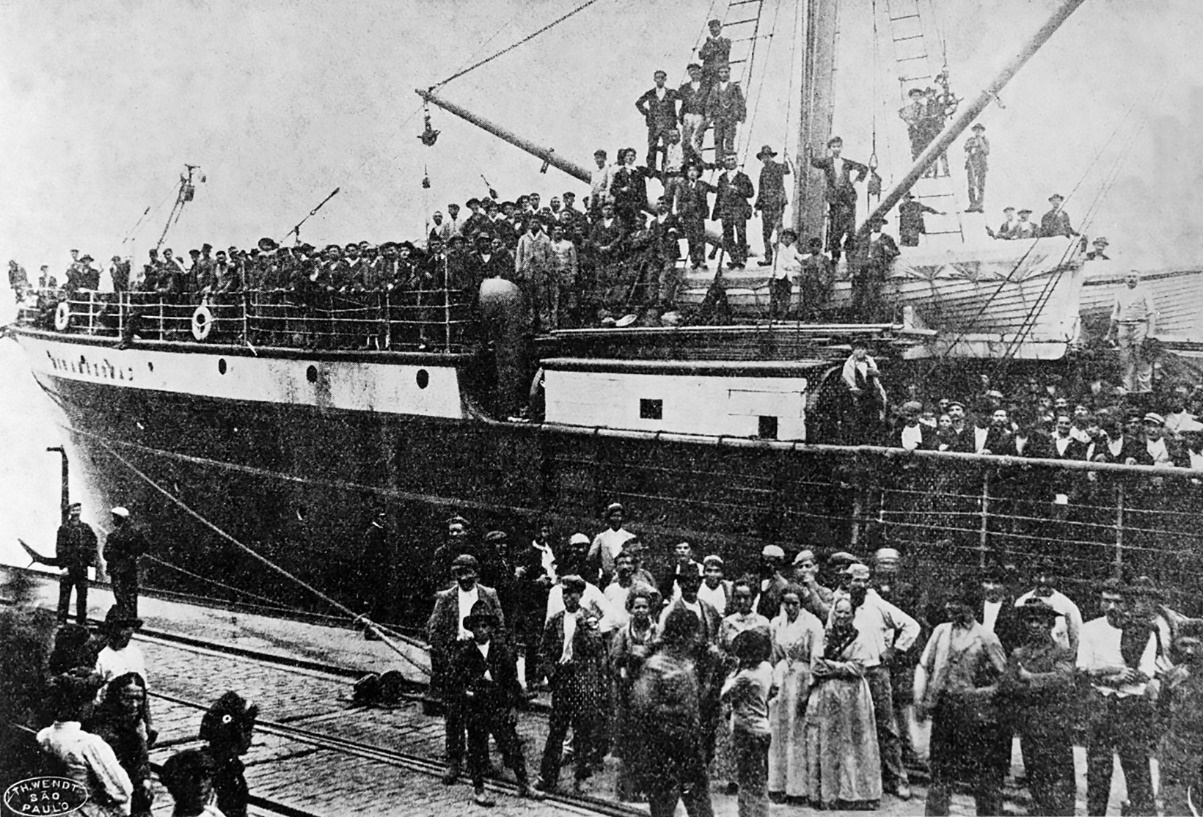
Nave con immigrati a Santos, 1907
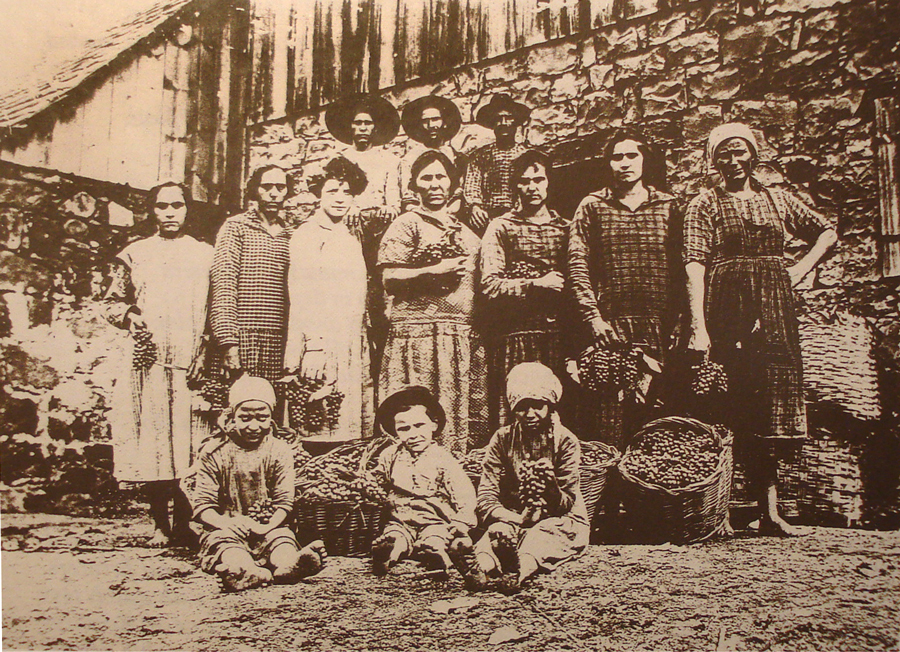
Italiane immigrate in Brasile
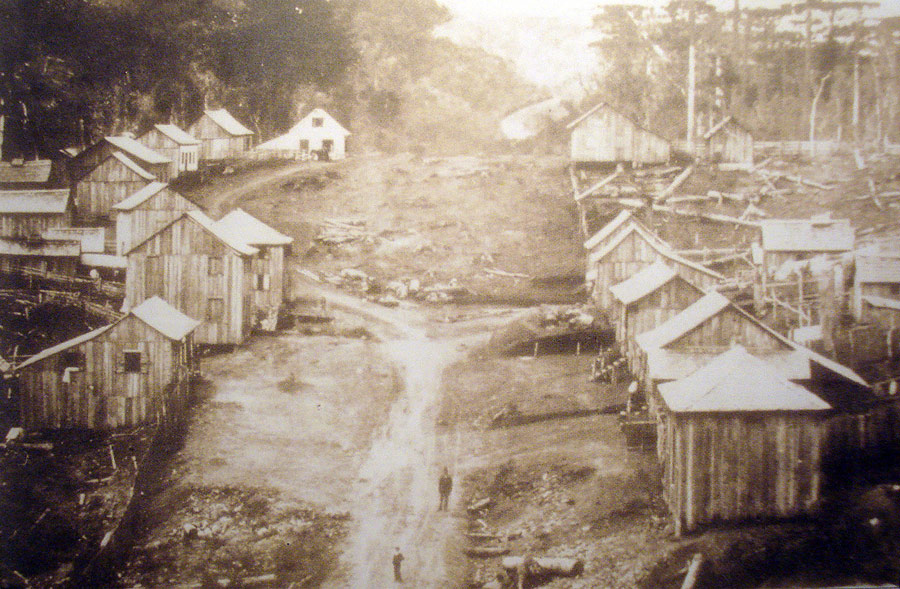
Caxias do Sul all'inizio della immigrazione
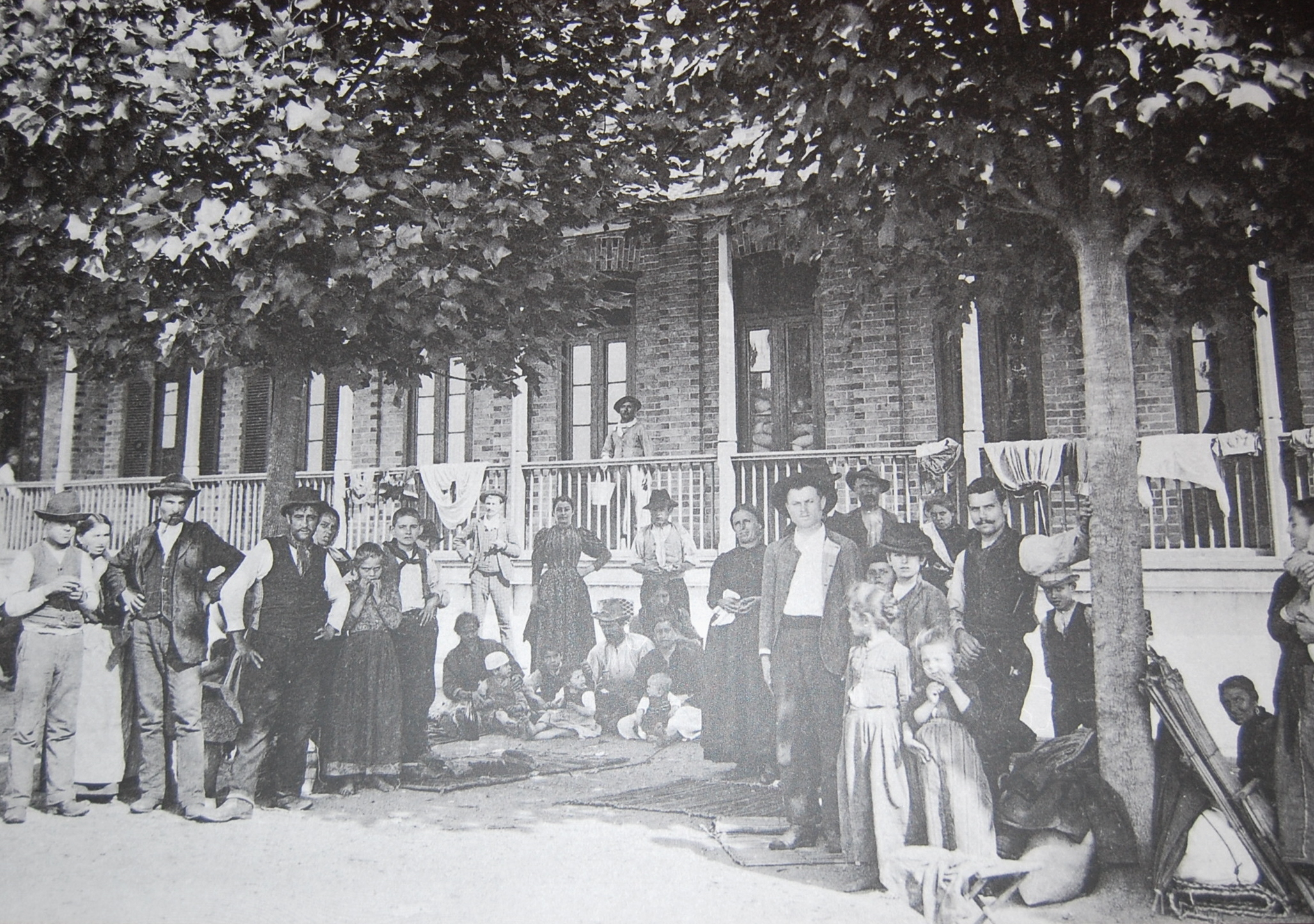
Immigrati arrivando a San Paolo
Italiani a São Paulo
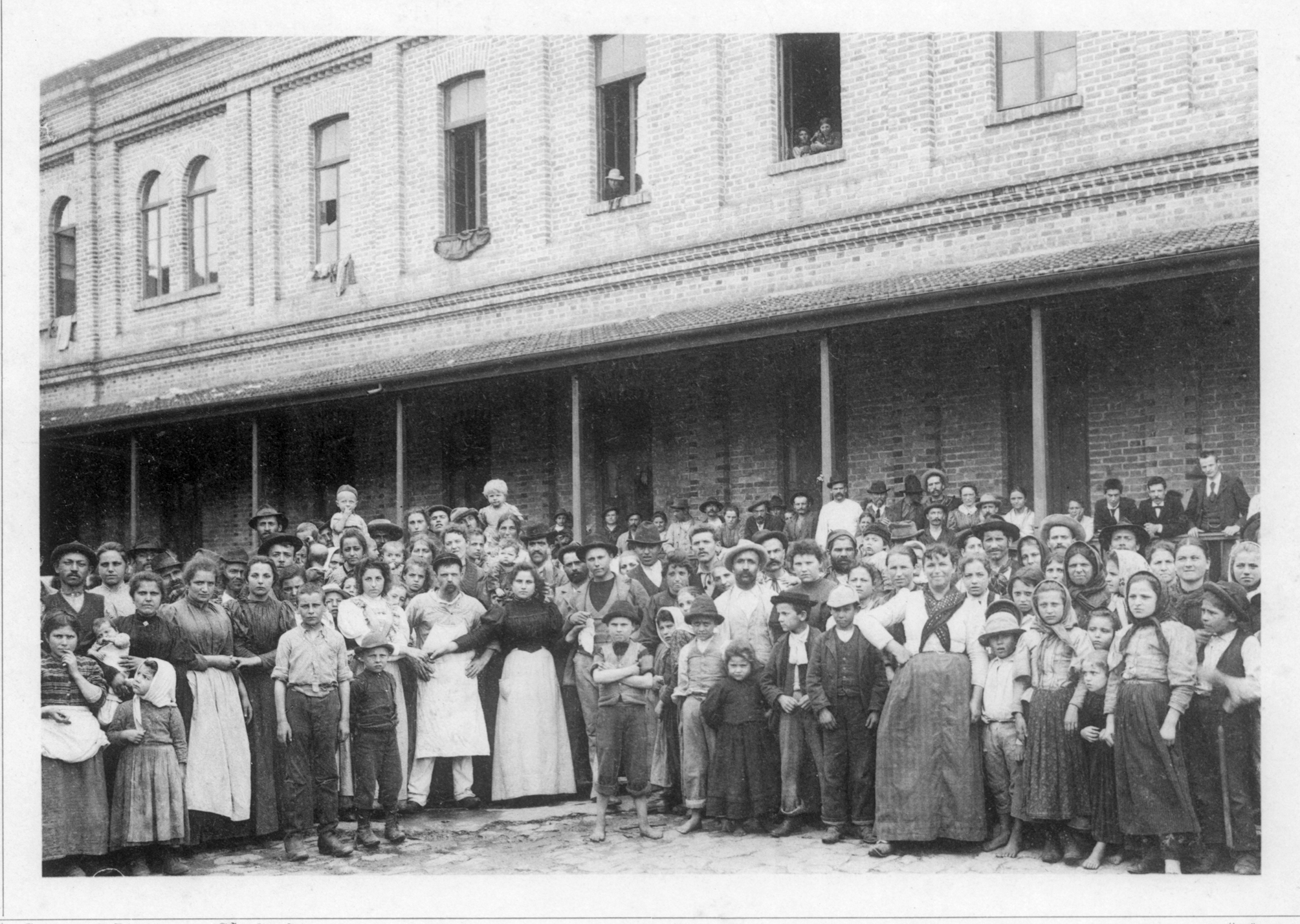
Immigrati italiani in una fabbrica di San Paolo, all'inizio del secolo scorso.
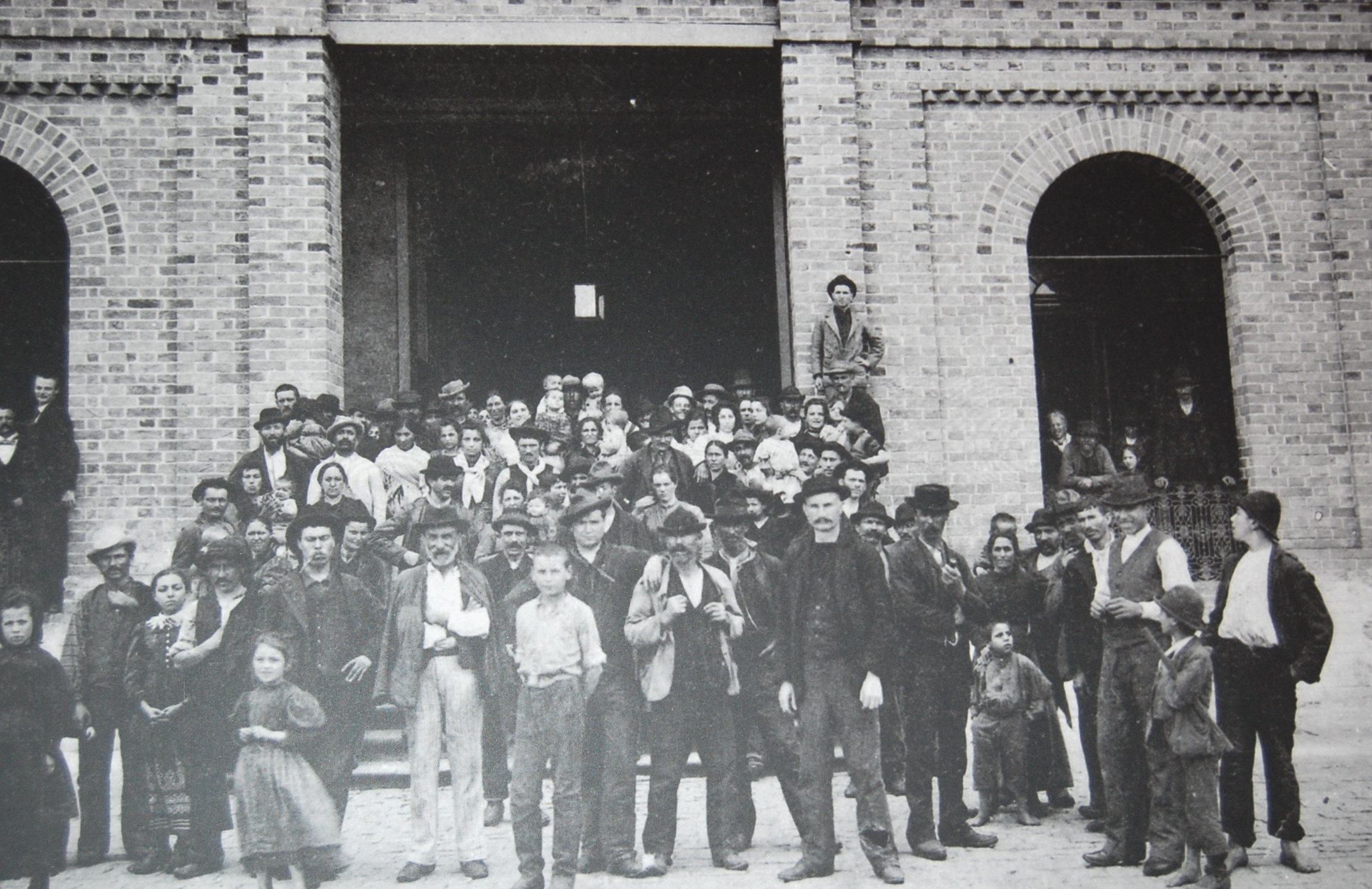
Immigrati a São Paulo

Canzone toscana
"Italia bella, mostrati gentile

e i figli tuoi non li abbandonare

sennò ne vanno tutti ni' Brasile

e 'un si rìcordon più di ritornare

Ancor quà ci sarebbe da lavorà

senza stare in America a emigrà.

Il secolo presente qui ci lascia,

i' millenovecento s'avvicina.

La fame c'han dipinto sulla faccia

e pe' guarilla 'un c'è la medicina.

Ogni po' noi si sente dire: "E vo

là dov'è la raccolta del caffè".".
(Canzone toscana (circa 1896))
Canzone veneta
"America America

si campa a meraviglia

andiamo nel Brasile

con tutta la famiglia

America America

si sente a cantare

andiamo nel Brasile

Brasile a popolare."

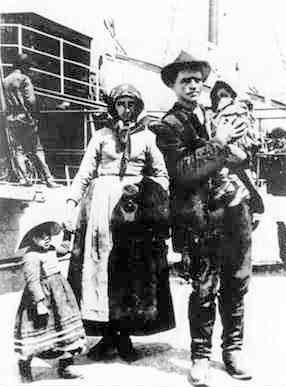
Famiglia di immigrati.

(Canzone veneta (fine del XIX secolo))